# Топлишко въстание
Топлишкото или Моравското въстание (на сръбски: Топлички устанак или Toplički ustanak) е организиран опит за метеж от бивши сръбски офицери, останали верни на сръбското военно разузнаване. Продължава кратко – от 21 февруари до 25 март 1917 г. в завоюваното и присъединено към България Поморавие по време на Първата световна война. Целта била да се създадат въоръжени сблъсъци и дори фронт в тила на българската войска, разположена на Югозападния фронт в Македония.

## История
След намесата на България в Първата световна война, през есента на 1915 г. сръбската армия е разбита в Косовската операция и оцелелите части са евакуирани през Албания на о-в Корфу. Поморавието, чиято бъдеща анексия е гарантирана от Тайната българо-германска спогодба. Голяма част от областта е окупираната и присъденинена към България, като е създадена Моравската военноинспекционна област с център Ниш.
На 21 февруари 1917 г. в района на областта Топлица избухва бунт. Условията са създадени от това, че българската войска фактически не взима в плен предаващите се през 1915 г. сръбски офицери и войници. Поводът е мобилизирането на войници в областта. След разгрома на сръбските войски, българската армия не прочиства изцяло района, понеже счита че населението е лоялно към новата власт. Затова част от сръбските противници се укриват в планинските райони и образуват чети, които саботират българското и австроунгарско управление. Към началото на март сръбските чети, преминаващи от австрийската окупационна зона, контролират областта между Расина, Копаоник, Южна Морава и Джунис. Един от най-видните сръбски четници е Коста Войнович – подпоручик от сръбската армия, който върлува в планината Копаоник. През септември 1916 г. в разгара на офанзивата срещу Румъния, съглашенското командване успява да докара в Топлишко със самолет Коста Пекянец – стар деец на Сръбската четническа организация. Целта е да се вдигне голямо антибългарско въстание, като по този начин да се дестабилизира България и да се помогне на Румъния. Там Пекянец се свързва с Войнович, чиято база е село Гъргур.
През март 1917 г. се взема решение за въоръжено въстание. Четата на Войнович действа в района на Копаоник и Куршумлия, Пекянац – в Прокуплийско, а Милинко Влахович се насочва към Враня. Пекянац прави опит да привлече и албанците на своя страна. На 28 февруари той започва преговори с албанските водачи, но не постига успех. Албанците се нахвърлят върху сръбските чети. Четата на Коста Пекянац се насочва към Лесковац, но при село Петровац е разбита от българските части. През март 1917 г. успява да завладее Куршумлия.
На 12 март започва българска контрачетническа операция, ръководена от Александър Протогеров и полковник Петър Дървингов, в която участват и сили на ВМОРО начело с Тане Николов. Българските и австроунгарските власти действат съвместно. След няколкодневни сражения българската армия влиза в Прокупле на 14 март, а австроунгарците – в Куршумлия. Към 25 март редът е напълно възстановен. На 15 май Войнович успява да премине старата българска граница и нахлува в Босилеградско. Запалва селата Горна Лисина, Ръжана и самия Босилеград. Изгаря почти целият град, убити са 32 българи, а две деца са живи изгорени. След това се оттегля към Косово и действа в районите, контролирани от австроунгарците – Печ, Метохия и Санджак.
През октомври 1917 г. австроунгарското командване създава изцяло албански части за излавянето на сръбските четници. През декември 1917 г. Войнович е убит, но Пекянац успява да се измъкне.
Сръбската и югославска историография говорят за 20 000 убити при потушаването на въстанието. Кръстьо Манчев твърди, че въстанието избухнало, защото българското управление „налагало българско съзнание на моравското сръбско население“.